# Les Six Femmes de Barbe Bleue
Pour plus de détails, voir Fiche technique et Distribution.
Les Six Femmes de Barbe Bleue (Le sei mogli di Barbablù) est un film italien réalisé par Carlo Ludovico Bragaglia, sorti en 1950.

## Synopsis
« Est-ce qu’on nous attend ? Je croyais que nous étions à Naples… » (Totò Esposito, Les Six femmes de Barbe Bleue).
Totò et Carmela se marient. Une nuit Totò était entré dans une chambre en pensant que c'était celle de Domenica, la domestique, mais c'était celle de Carmela, la maîtresse. Son frère l'avait surpris et l'avait forcé à épouser Carmela. Au moment du mariage, cependant, Totò s'échappe.
Totò est poursuivi par Carmela aux États-Unis, en Inde, sur le continent africain et au pôle Sud. Il embarque alors clandestinement à bord d'un navire partant de New York et rencontre Amilcare Marchetti, un autre passager clandestin ; pour éviter d'être découverts, ils se réfugient dans une cabine et on les prend pour Nick Parker et son assistant Patson, deux enquêteurs américains célèbres appelés en Italie pour enquêter sur Barbablu, un tueur en série qui, à l'occasion des mariages dans lesquels la femme a une mèche de cheveux blancs, tue le mari et kidnappe l’épouse.
Débarqué du navire, Totò est emmené sur le lieu du dernier crime où il rencontre Barbablu ; il est ensuite enlevé et emmené par la journaliste Lana Ross qui explique son plan : faire semblant d'épouser Nick Carter pour tendre un piège à Barbablu dans le château de Ladislao Tzigety, rédacteur en chef du journal pour lequel Ross travaille. Totò essaie de jouer le jeu, tout en essayant d'échapper à la peur ; intervient le vrai Nick Parker qui, menaçant de livrer Totò à sa femme Carmela, l'oblige à continuer à jouer le jeu pour que tout le monde continue à croire que c'est lui le vrai Nick Carter.
Totò épouse Lana Ross et le soir dans le château, malgré la protection de la police et de Nick Carter, il est surpris par Barbablu. Pour lui échapper, il pénètre dans un passage secret, tandis que Lana Ross, capturée par Barbablu, découvre qu’il s’agit de l'éditeur Tzigety. Après une série de poursuites, Barbablu sera tué.
Maintenant, puisque Carmela est tombée amoureuse de Nick Carter, Totò pourra vraiment se marier avec Lana Ross.

## Fiche technique
- Titre original : Le sei mogli di Barbablù
- Titre français : Les Six Femmes de Barbe Bleue
- Réalisation : Carlo Ludovico Bragaglia
- Scénario : Agenore Incrocci, Furio Scarpelli, Lucio Brenno, Bruno Caravagni, Marcello Marchesi, Vittorio Metz et Enrico Maria Ricci
- Photographie : Mario Albertelli
- Musique : Pippo Barzizza
- Pays d'origine : Italie
- Format : Noir et blanc - 1,37:1 - Mono
- Genre : comédie
- Durée : 87 minutes
- Date de sortie : 1950

## Distribution
- Totò : Totò Esposito
- Carlo Ninchi : Nick Parter
- Isa Barzizza : Lana Ross
- Arturo Bragaglia : Alvaro
- Aldo Bufi Landi : Patson
- Mario Castellani : Amilcare
- Sophia Loren : la fille enlevée
- Luigi Pavese : Lucas
- Mario Pisu : Sergio
- Marcella Rovena : Silvana
- Renato Navarrini